# Hypocysta busiris
Hypocysta busiris är en fjärilsart som beskrevs av Hans Fruhstorfer 1911. Hypocysta busiris ingår i släktet Hypocysta och familjen praktfjärilar. Inga underarter finns listade i Catalogue of Life.